# Pantana comparata
Pantana comparata är en fjärilsart som beskrevs av Walker 1865. Pantana comparata ingår i släktet Pantana och familjen tofsspinnare. Inga underarter finns listade i Catalogue of Life.